# Горич-Меньшой, Иван Петрович
Иван Петрович Горич-Меньшой (1745—1811) — русский военный, генерал от кавалерии.
В период с 13.11.1799 по 19.12.1799 временно исполнял должность литовского генерал-губернатора.

## Биография
Родился в 1745 году в Кизляре. Его отец — Пётр Васильевич Горич, служил в отряде генерала Эльмурзы Бековича-Черкасского.
Принял православие в 1767 году.
Военную службу начинал в Терском кизлярском войске. Принимал участие в Русско-турецкой войне 1768—1774 годов. Иван Горич-Меньшой, добровольно прибывший в 1-ю армию Румянцева, отличился в ряде сражений и был в 1772 году произведен самим командующим в первый офицерский чин — прапорщика. В следующем году генерал Румянцев представил Ивана Горича к новой награде — медали, выдача которой была утверждена Екатериной II 21 декабря 1771 года, где были помещены слова из представления, сделанного Румянцевым.
В чине секунд-майора Горич был награждён Военным орденом Св. Георгия 4-й степени.
Будучи генерал-майором, командовал «аульными кизлярскими татарами, кумыками и чеченцами». В 1788 году Горич с 500 панцирными наездниками участвовал в походе на Анапу против турок. При отражении вторжения Шейха Мансура в Малую Кабарду — командовал отрядами терских казаков, кабардинцев, кумыков и астраханских татар.
В дальнейшем Горич-Меньшой продолжал военную службу и 27 декабря 1797 года был произведен в чин генерал-лейтенанта, а 13 сентября 1799 года — в генералы от кавалерии.
В 1797—1799 годах он командовал 2-м Чугуевским казачьим полком.
Умер в 1811 году.
Брат — Горич-Большой, Иван Петрович — также Георгиевский кавалер (1774).
В конце 1780-х годов Горичу-Большому русскими властями поручено было управлять Большой Кабардой, а Малой Кабардой — Горичу-Меньшому.

## Награды
- Награждён орденом Св. Георгия 4-й степени (№ 275 (228); 26 ноября 1775).
- Также награждён другими орденами Российской империи.